# 波尼苏丹国

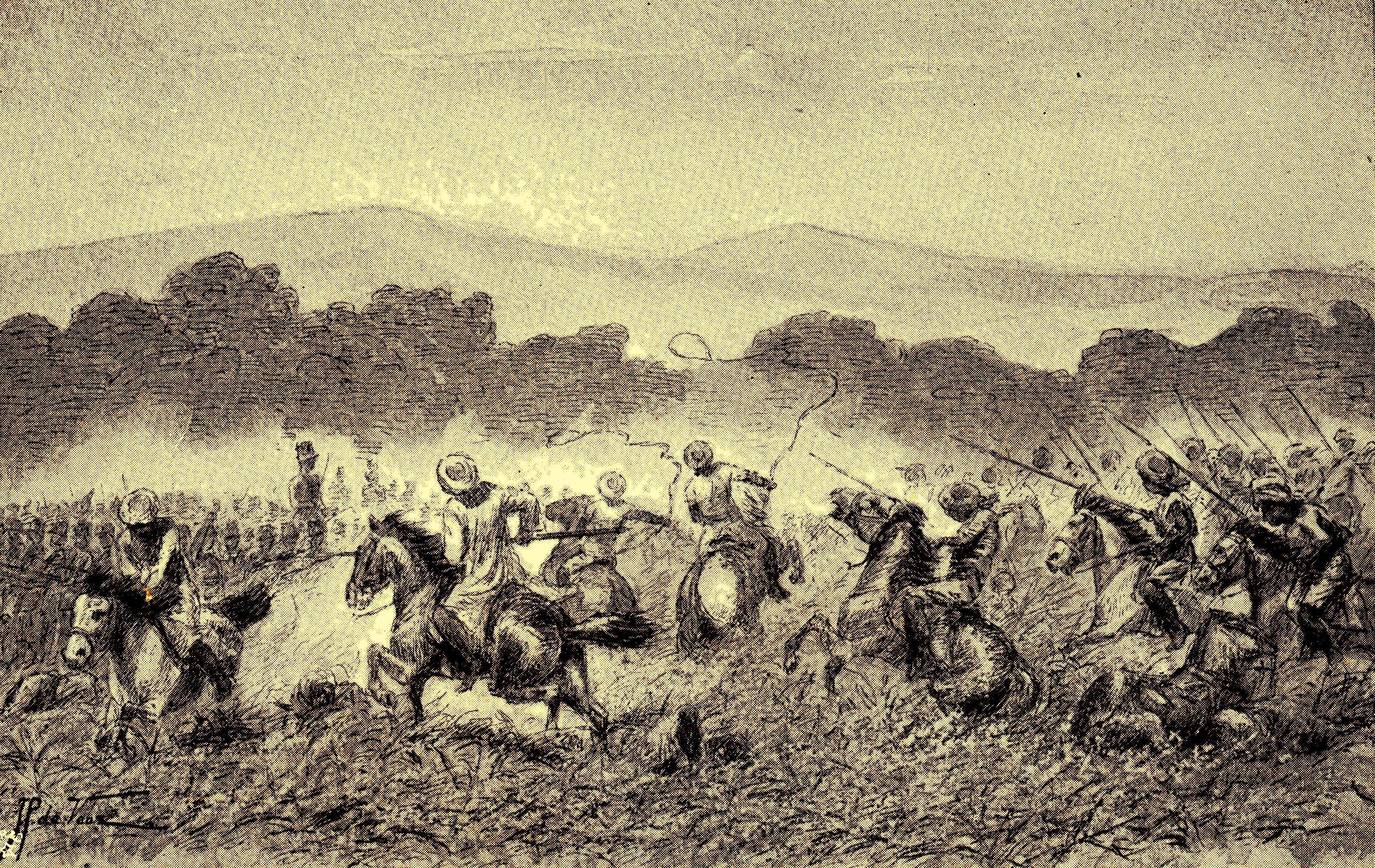
描述荷兰远征队与波尼苏丹国战争的的画

波尼苏丹国（印尼语：Kesultanan Bone，Bone亦作Boni或Bone Saoraja）是印度尼西亚苏拉威西岛南半岛波尼地区历史上的一个苏丹国。面积约2,600平方（1,000平方英里），苏丹国的首都在波尼，位于望加锡东北130（81英里），居民主要是布吉人。
ManurungngE Rimatajang于1330年创建了一个布吉人王国。1605年，在第十任波尼国王Latenri Tuppu Matinro Ri Sidenreng统治期间，伊斯兰教进入波尼地区，波尼王国转变为苏丹国。波尼苏丹国曾经是苏拉威西最强大的国家。波尼在1666年受到荷兰的控制，因为他力图保护自己不受交战中的邻国影响。波尼一直在荷兰控制下，直到1814年英国人短暂统治这个地区，但是在1816年拿破仑倒台之后荷兰又重新统治这一地区。但是荷兰的殖民统治越来越受到波尼人民的抵制，19世纪许多前往波尼的荷兰远征队被击退。1950年波尼成为印度尼西亚的一部分。

## 资料来源
- For the wars in Boni, see Perelaer, De Bonische Expedition, 1859 (Leiden, 1872) （荷兰文）; and Meyers, in the Militaire Spectator (1880).
- Chisholm, Hugh (编). .  4 (第11版). London: Cambridge University Press: 205–206. 1911.